# Al-Funajdik
Al-Funajdik (arab. ‏الفنيدق‎ trb. Al-Funaydiq; fr. Fnideq, hiszp. Castillejos) – miasto w północnym Maroku, w regionie Tanger-Tetuan-Al-Husajma, w prefekturze Al-Madik-Al-Funajdik, nad Morzem Śródziemnym, przy granicy z należącą do Hiszpanii Ceutą. W 2014 roku liczyło 77 436 mieszkańców.